# 宮野目村
宮野目村（みやのめむら）は、昭和29年（1954年）まで岩手県稗貫郡にあった村。現在の花巻市東宮野目・西宮野目・葛・田力・上似内・下似内などにあたる。

## 地理
- 河川：北上川、瀬川

## 沿革
- 明治22年（1889年）4月1日 - 町村制施行にともない、東宮野目村・西宮野目村・北飯豊村・柏葉村・葛村・庫理村・田力村・上似内村・下似内村の計9か村が合併して宮野目村が発足。
- 昭和29年（1954年）4月1日 - 花巻町・太田村・矢沢村・湯口村・湯本村と合併し、花巻市となる。

## 行政
- 歴代村長

| 代 | 氏名       | 就任                       | 退任                       | 備考 |
| -- | ---------- | -------------------------- | -------------------------- | ---- |
| 1  | 阿部哲蔵   | 明治22年（1889年）4月17日  | 明治25年（1892年）4月16日  |      |
| 2  | 平沢寿人   | 明治25年（1892年）7月6日   | 明治29年（1896年）8月20日  |      |
| 3  | 雫石誠人   | 明治29年（1896年）9月1日   | 大正4年（1915年）6月27日   |      |
| 4  | 雫石省三   | 大正4年（1915年）6月15日   | 大正7年（1918年）3月11日   |      |
| 5  | 阿部勇治   | 大正7年（1918年）5月3日    | 大正8年（1919年）8月29日   |      |
| 6  | 雫石省三   | 大正8年（1919年）10月9日   | 大正12年（1923年）5月28日  | 再任 |
| 7  | 小野崎正三 | 大正12年（1923年）8月9日   | 昭和10年（1935年）9月23日  |      |
| 8  | 阿部儀兵ェ | 昭和10年（1935年）11月11日 | 昭和12年（1937年）12月10日 |      |
| 9  | 布佐昌平   | 昭和12年（1937年）3月5日   | 昭和21年（1946年）11月20日 |      |
| 10 | 瀬川一三   | 昭和22年（1947年）4月8日   | 昭和26年（1951年）4月7日   |      |
| 11 | 鎌田信夫   | 昭和26年（1951年）4月26日  | 昭和29年（1954年）3月31日  |      |

## 交通

### 鉄道
- 国鉄釜石線：似内駅